# 산웨이시
산웨이(산미, 중국어: 汕尾, 병음: Shànwěi)는 중화인민공화국 광둥성의 지급시이다.

## 역사
산웨이 시에는 약 6,000년 전의 신석기시대의 유적이 발굴되고 있으며 수렵이나 어로를 중심으로 활동을 하고 있었다. 고대에는 백월의 활동지였고, 중원의 영향이 미치게 된 것은 진대 이후이다. 진한대에는 남해군 박라현(博羅县)이 설치되어 있었다. 기원전 111년, 한의 무제에 의해 남월국이 멸망하면서 산웨이 지역에 해풍현(海豊县)이 설치되어 중원 왕조의 직접 지배가 시작되었다. 591년, 수의 문제는 동관군과 양화군을 합병해 순주(循州)를 설치해, 해풍현도 순주의 관할이 되었다.
622년, 당의 고조는 해풍현의 동부에 안륙현(安陸县, 현재의 루펑 시, 루허 현)을 설치했지만, 627년, 태종에 의해 폐지되어 해풍현으로 되돌려졌다. 오대십국시대, 순주가 정주(禎州)로 개칭되었고 북송 시대의 1021년에 황태자인 조정의 이름을 피해 혜주(恵州)로 개칭되어 해풍현 외에 박라, 하원, 귀선의 3현이 광남동로 혜주의 관할이 되었으며, 그 후에도 행정구의 변화가 있었지만 근대까지 산웨이는 혜주의 관할에 있었다.
중화인민공화국이 성립하면서 하이펑 현·루펑 현은 둥장 전원공서(東江専員公署)의 관할에 놓여졌다. 1953년에 둥장 전원공서는 웨둥 행정공서(粤東行政公署)로, 1957년에 후이양 전원공서(恵陽専員公署)의 관할로 행정 개편되었다(1958년부터 1983년까지는 샨터우 지구 전원공서의 소관).
1988년 1월, 국무원의 지시로 하이펑 현·루펑 현의 상위 행정구로서 산웨이 시가 설치되었고 하이펑 현 남부 연해의 산웨이, 훙차오, 마궁, 둥융, 톈치, 지에성, 저랑의 7진을 청 구로 했고 루펑 현 북부 산간의 허톈, 허커우, 신톈, 뤄시, 수이춘, 상후, 난완, 둥컹의 8진으로 이루어진 루허 현이 설치되었다. 1995년에 루펑 현이 현급시로 승격해 현재에 이르고 있다.

## 지리
동쪽으로 제양, 북쪽으로 메이저우, 허위안, 서쪽으로 후이저우, 남쪽으로 남중국해에 면한다.
아열대 계절풍 기후에 속한다. 연평균 기온은 22.8℃이고 연평균 강수량은 약 1900mm이다.
| 산웨이시의 기후                                               | 산웨이시의 기후 | 산웨이시의 기후 | 산웨이시의 기후 | 산웨이시의 기후 | 산웨이시의 기후 | 산웨이시의 기후 | 산웨이시의 기후 | 산웨이시의 기후 | 산웨이시의 기후 | 산웨이시의 기후 | 산웨이시의 기후 | 산웨이시의 기후 | 산웨이시의 기후 |
| 월                                                            | 1월             | 2월             | 3월             | 4월             | 5월             | 6월             | 7월             | 8월             | 9월             | 10월            | 11월            | 12월            | 연간            |
| ------------------------------------------------------------- | --------------- | --------------- | --------------- | --------------- | --------------- | --------------- | --------------- | --------------- | --------------- | --------------- | --------------- | --------------- | --------------- |
| 역대 최고 기온 °C (°F)                                        | 27.4 (81.3)     | 28.4 (83.1)     | 30.0 (86.0)     | 32.1 (89.8)     | 32.2 (90.0)     | 34.5 (94.1)     | 38.0 (100.4)    | 35.2 (95.4)     | 35.7 (96.3)     | 34.7 (94.5)     | 33.2 (91.8)     | 29.4 (84.9)     | 38.0 (100.4)    |
| 일평균 최고 기온 °C (°F)                                      | 19.5 (67.1)     | 20.0 (68.0)     | 22.1 (71.8)     | 25.3 (77.5)     | 28.4 (83.1)     | 30.1 (86.2)     | 31.2 (88.2)     | 31.3 (88.3)     | 31.1 (88.0)     | 28.9 (84.0)     | 25.6 (78.1)     | 21.4 (70.5)     | 26.2 (79.2)     |
| 일일 평균 기온 °C (°F)                                        | 15.3 (59.5)     | 16.1 (61.0)     | 18.6 (65.5)     | 22.1 (71.8)     | 25.5 (77.9)     | 27.6 (81.7)     | 28.5 (83.3)     | 28.4 (83.1)     | 27.6 (81.7)     | 25.0 (77.0)     | 21.4 (70.5)     | 17.1 (62.8)     | 22.8 (73.0)     |
| 일평균 최저 기온 °C (°F)                                      | 12.4 (54.3)     | 13.5 (56.3)     | 16.0 (60.8)     | 19.8 (67.6)     | 23.2 (73.8)     | 25.5 (77.9)     | 26.1 (79.0)     | 25.9 (78.6)     | 24.9 (76.8)     | 22.1 (71.8)     | 18.3 (64.9)     | 14.1 (57.4)     | 20.2 (68.3)     |
| 역대 최저 기온 °C (°F)                                        | 3.0 (37.4)      | 4.5 (40.1)      | 7.0 (44.6)      | 9.6 (49.3)      | 15.6 (60.1)     | 19.5 (67.1)     | 21.7 (71.1)     | 21.5 (70.7)     | 18.2 (64.8)     | 13.9 (57.0)     | 8.4 (47.1)      | 2.1 (35.8)      | 2.1 (35.8)      |
| 평균 강수량 mm (인치)                                         | 33.1 (1.30)     | 38.8 (1.53)     | 71.4 (2.81)     | 143.0 (5.63)    | 264.3 (10.41)   | 443.3 (17.45)   | 300.3 (11.82)   | 343.4 (13.52)   | 199.3 (7.85)    | 43.2 (1.70)     | 28.1 (1.11)     | 24.1 (0.95)     | 1,932.3 (76.08) |
| 평균 강수일수 (≥ 0.1 mm)                                      | 4.9             | 7.2             | 10.1            | 11.5            | 13.5            | 17.4            | 16.9            | 15.2            | 10.8            | 3.9             | 4.0             | 4.9             | 120.3           |
| 평균 상대 습도 (%)                                            | 71              | 76              | 78              | 82              | 83              | 85              | 84              | 83              | 77              | 70              | 70              | 67              | 77              |
| 평균 월간 일조시간                                            | 153.2           | 114.4           | 104.7           | 118.2           | 149.2           | 166.0           | 224.3           | 201.6           | 198.0           | 214.5           | 183.8           | 167.6           | 1,995.5         |
| 가능 일조율                                                   | 45              | 36              | 28              | 31              | 36              | 41              | 54              | 51              | 54              | 60              | 56              | 50              | 45              |
| 출처: 중국기상국 (평년값: 1991년~2020년, 극값: 1971년~2010년) |                 |                 |                 |                 |                 |                 |                 |                 |                 |                 |                 |                 |                 |

## 행정 구역
1개의 시할구, 3개의 현을 관할한다.
- 청 구(城区)
- 루펑 시(陆丰市)
- 하이펑 현(海丰县)
- 루허 현(陆河县)

둥사 군도는 루펑 시에 속하지만, 이 지역은 중화인민공화국이 관할한 적이 단 한번도 없으며, 사실상 중화민국 가오슝시 치진 구가 관할하고 있다.

## 교통

### 철도
- 산웨이 역 (중국철로고속 이용가능)